# Pete Holmes

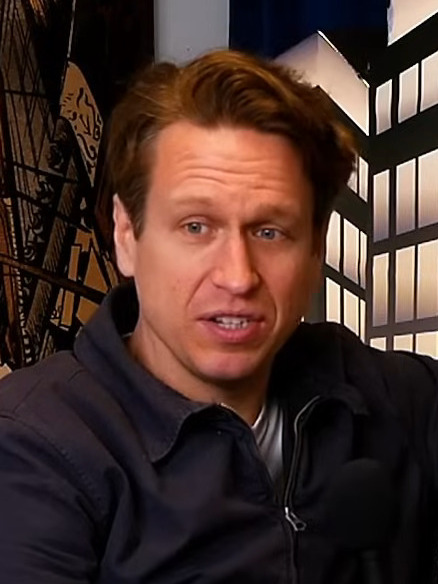
Pete Holmes como entrevistador no podcast You Made It Weird, em janeiro de 2024

Peter Benedict Holmes (nascido em 30 de março de 1979) é um comediante, ator, escritor, produtor e podcaster americano.

## Início da vida
Holmes nasceu em Lexington, Massachusetts. Sua mãe é uma refugiada lituana. Ele frequentou a Lexington High School e o Gordon College em Wenham, Massachusetts. Ele tocou em uma banda de punk rock. Na faculdade, ele se formou em inglês e comunicações, e participou de uma trupe de comédia improvisada, The Sweaty-Toothed Madmen. Holmes se casou aos 22 anos, na mesma idade em que começou a fazer comédia stand-up, e se divorciou aos 28 anos. Encontrando pouco sucesso, ele viveu em Sleepy Hollow e Chicago antes de se mudar para Los Angeles.

## Carreira
Holmes apareceu no Premium Blend da Comedy Central, como membro regular do painel da Best Week Ever da VH1 e do All Access da VH1. Seus cartoons apareceram no The New Yorker. Em 2010, ele se apresentou no John Oliver's New York Stand Up Show, e Late Night with Jimmy Fallon. Em 26 de fevereiro de 2010, ele realizou seu primeiro especial de televisão na série Comedy Central Presents. Em 21 de março de 2011 e 17 de novembro de 2011, ele apareceu no programa de entrevistas da TBS, Conan.
Holmes forneceu as vozes para vários dos personagens do desenho animado Ugly Americans da Comedy Central. Ele foi a voz do bebê da E-Trade em vários comerciais de televisão e também foi creditado como escritor por esses comerciais.
Ele escreveu para a sitcom da NBC, Outsourced, e também para a sitcom da Fox I Hate My Teenage Daughter antes de seu cancelamento em maio de 2012.
Holmes lançou seu primeiro álbum, Impregnated With Wonder, no iTunes em 15 de novembro de 2011. Em 2013, ele lançou seu segundo álbum, Nice Try, The Devil.
Holmes criou um retrato cômico popular de Batman na série de internet Badman, da CollegeHumor. Ele também dirigiu um canal no YouTube focado em esquetes ao lado de Matthew McCarthy, chamado frontpagefilms.
Holmes criou e estrelou a série da HBO, Crashing. O piloto foi escrito por Holmes e dirigido por Judd Apatow. Após o final da terceira temporada, foi anunciado que a HBO havia cancelado a série.
Em 14 de maio de 2019, Holmes lançou seu livro Comedy Sex God.